# Готфрид III фон Хоенлое-Уфенхайм-Ентзе
Готфрид III фон Хоенлое (на немски: Gottfried III von Hohenlohe; * пр. 1344; † ок. 1387/1390/ или пр. 27 януари 1392) е господар на Хоенлое-Уфенхайм-Ентзе.

## Произход
Той е син на Лудвиг фон Хоенлое († 1356), господар на Уфенхайм-Шпекфелд, и съпругата му Елизабет фон Насау-Вайлбург-Висбаден († ок. 1370), дъщеря на граф Герлах I фон Насау-Висбаден (1288 – 1361) и първата му съпруга ландграфиня Агнес фон Хесен (1292 – 1332).

## Фамилия
Готфрид III се жени пр. 10 юни 1369 г. за графиня Анна фон Хенеберг-Шлойзинген († сл. 27 юли 1385/сл. 1388), дъщеря на граф Йохан I фон Хенеберг-Шлойзинген († 2 май 1359) и ландграфиня Елизабет фон Лойхтенберг († 25 юли 1361). Те имат три деца:
- Анна фон Хоенлое-Уфенхайм-Ентзе († сл. 8 август 1392), омъжена пр. 8 август 1392 г. за граф Леонхард фон Кастел († 16 юни 1426)
- Елизабет фон Хоенлое-Шпекфелд († 1445), омъжена 1394 г. за шенк Фридрих III Шенк фон Лимпург († 8 ноември 1414)
- Йохан фон Хоенлое-Шпекфелд (* ок. 1370; † 24 октомври 1412), господар на Шпекфелд, рицар, убит в битката на Кремер Дам, погребан в Берлин, наследен от съпрузите на сестрите му.[4]